# Phreatia seranica
Phreatia seranica är en orkidéart som beskrevs av Johannes Jacobus Smith. Phreatia seranica ingår i släktet Phreatia och familjen orkidéer. Inga underarter finns listade i Catalogue of Life.